# 이연아
이연아(본명: 이미리, 1989년 3월 7일 ~ )는 대한민국의 레이싱 모델이다.

## 학력
- 명덕여자고등학교
- 서울여자대학교 아동학과 학사

## 방송
- 2010년 - XTM 익스트림 서바이벌 레이싱퀸

## 경력

### 레이싱모델 경력
- 2011년 - 지스타 넥슨 모델
- 2011년 - 서울모터쇼 렉서스 메인모델
- 2011년 - DDGT MK 본부팀
- 2011년 - 서울국제사진영상기자재전 캐논 모델
- 2011년 - KOBA 후지필름 모델
- 2010년 - CJ 티빙닷컴 슈퍼레이스 챔피언십 4전 모델
- 2010년 - 서울오토살롱 레이싱모델
- 2009년 - 서울모터쇼 레이싱모델

## 수상
- 2011년 - 제12회 대한민국 문화예술대상 레이싱모델부문 인기상